# Maria Thereza Alves
Maria Thereza Alves (San Paolo, 1961) è un'artista brasiliana.

## Biografia
Maria Thereza Alves è nata l’otto settembre del 1961 a San Paolo in Brasile, oggi vive tra Napoli e Berlino. Nel 1986, è tra i cofondatori del Green Party a San Paolo del Brasile. Maria Thereza Alves realizza lavori site-specific sui temi dell'arte ed ecologica, della storia locale ed ambientale che coinvolgono botanici, funzionari pubblici e le comunità.
Basa il suo lavoro sull'idea che il terreno coltivato nei paesi industrializzati e nei paesi in via di sviluppo è coperto in larga misura dalla vita vegetale migrata nel territorio o introdotta dall'esterno. Si tratta di un progetto nei principali porti europei, Seeds of Change, sul tema della zavorra dei cargo che attraversavano gli oceani e della flora ad esse legata. La terra usata come zavorra per ancorare le navi mercantili, veniva scaricata una volta giunti in porto. Questa terra, ricca di semi, poteva provenire da svariate aree coinvolte nel commercio con l'Europa e veniva involontariamente trasportata dalle navi, una volta depositata i semi potevano germogliare e conseguentemente modificare il paesaggio europeo.
Nel suo lavoro, Alves si concentra su tipologie di piante e semi locali, spesso trovati nelle vicinanze di grandi cantieri, che poi coltiva in serre. I suoi esperimenti mostrano che i semi possono sopravvivere come dormienti per decenni. Utilizzando questi dati ricostruisce gli sviluppi storici e i processi migratori e quali sono le condizioni che ne favoriscono la comparsa.
Ha lavorato nell'area paludosa del Pantanal (Brasile), nel villaggio di montagna di Matsunoyama (Giappone), nel grande porto di Guangzhou (Cina), nel villaggio indigeno di Amatlan nel Messico centrale, nel villaggio agricolo di Fadiouth in Senegal (dove è stata insignita della cittadinanza onoraria) e in tutta Europa: i suoi lavori tentano di creare un forum pubblico a livello individuale per stimolare la ricerca attiva e lo spirito di partecipazione.
Alves crede che l'arte sia un mezzo attraverso il quale sia possibile sviluppare e rendere condivisibile la conoscenza. Durante una conferenza organizzata dalla Royal Society of the Arts presso la London School of Economics, Alves ha detto: «Storicamente le categorie della conoscenza impediscono alla conoscenza di svilupparsi. È l'arte il luogo in cui ciò ha la possibilità di non accadere. Semplicemente perché in questo meraviglioso momento nella storia, l'arte può essere qualunque cosa e perciò non avere categorie».
Nel 2010 Maria Thereza Alves ha partecipato al Seminario Lost in Translation alla Triennale di Milano, organizzato da Connecting Cultures e da cui è scaturito il premio Arte, Patrimonio e Diritti Umani.

## Esposizioni
I suoi lavori sono stati esposti: alla Triennale di Guangzhou, a Manifesta a Trento e alla Biennale di Praga. Altre tra le mostre principali: Museo Tamayo a Città del Messico, Fondazione Sandretto a Torino, Berlino Film Festival, Arnolfini Gallery a Bristol, Kunsthalle di Basilea, San Francisco Art Institute, Ursula Walbröl Gallery a Düsseldorf, PAC a Milano, Michel Rein Gallery a Parigi, Kunstsammlung a Gera, NBK a Berlino, Musée Portuaire a Dunkirk, Nikolaj a Copenaghen, Biennale di Liverpool, Palais de Tokio a Parigi, Culturegest a Lisbona, Zerynthia in Italia, Biennale di Werkleitz, Gallery 101 a Montreal, BueroFriedrich a Berlino, Villa Medici a Roma, TaideMuseo aPori, Museo in Progress a Vienna, Insite a Tijuana e San Diego, Kunstwerkt a Monaco, Steirischer Herbst a Graz, Boxx a Bruxelles, Beursschouwburg a Bruxelles, Central Space Gallery a Londra, New Museum of Contemporary Art di New York, Temistocles 44 a Città del Messico, Casa del Lago44 a Città del Messico, La Estacion Gallery a Cuernavaca, Biennale dell'Havana, e Kenkeleba House a New York.
Nel febbraio 2010 ha partecipato al seminario Arte, Patrimonio e Diritti Umani tenutosi alla Triennale di Milano.